# Os Dois Nobres Parentes
Os Dois Nobres Parentes (no original, The Two Noble Kinsmen) é uma comédia jacobina, primeiramente publicada em 1634 e atribuída a John Fletcher e William Shakespeare.
É uma tragicomédia, inspirada num dos Contos da Cantuária, de Geoffrey Chaucer. Possui 5 actos que, segundo o prólogo, podem ser encenados em duas horas.

## Personagens
Primeira Narrativa
- Arcite e Palamon - cavalheiros primos e apaixonados pela mesma mulher, Emilia
- Emilia - irmã da amazona e rainha Hipólita
- Hipólita - senhora de Atenas
- Teseu - senhor de Atenas

Segunda Narrativa
- Jovem, filha do carcereiro que teve sob seus cuidados Arcite e Palamon. Apaixona-se por Palamon.